# Rolandas Baravykas
Rolandas Baravykas (Šiauliai, 23 de agosto de 1995) es un futbolista lituano que juega en la demarcación de defensa para el FK Grobiņa de la Virslīga.

## Selección nacional
Tras jugar con la selección de fútbol sub-17 de Lituania, la sub-18, la sub-19 y con la sub-21, finalmente hizo su debut con la selección absoluta el 8 de junio de 2015 en un encuentro amistoso contra Malta que finalizó con un resultado de 2-0 a favor del combinado maltés tras los goles de Paul Fenech y de Alfred Effiong.

### Goles internacionales
| # | Fecha                   | Estadio                      | Oponente          | Gol | Resultado | Competición                         |
| - | ----------------------- | ---------------------------- | ----------------- | --- | --------- | ----------------------------------- |
| 1 | 14 de octubre de 2018   | Estadio LFF, Vilna, Lituania | Montenegro        | 1–4 | 1–4       | Liga de Naciones de la UEFA 2018-19 |
| 1 | 2 de septiembre de 2021 | Estadio LFF, Vilna, Lituania | Irlanda del Norte | 1–2 | 1–4       | Clasificación para el Mundial 2022  |

## Clubes
| Club                   | País     | Año       | Partidos | Goles |
| ---------------------- | -------- | --------- | -------- | ----- |
| FK Atlantas            | Lituania | 2013-2016 | 99       | 1     |
| FK Žalgiris            | Lituania | 2017-2019 | 90       | 5     |
| Nea Salamina Famagusta | Chipre   | 2020      | 10       | 0     |
| F. K. Kukësi           | Albania  | 2021      | 18       | 0     |
| F. C. UTA Arad         | Rumania  | 2021-2022 | 22       | 0     |
| Universitatea Cluj     | Rumania  | 2022      | 4        | 0     |
| F. C. Farul Constanța  | Rumania  | 2023      | 3        | 0     |
| FA Šiauliai            | Lituania | 2023-2024 | 52       | 2     |
| FK Grobiņa             | Letonia  | 2025-     | 2        | 0     |

## Palmarés

### Títulos nacionales
| Título                | Club                  | País     | Año  |
| --------------------- | --------------------- | -------- | ---- |
| Supercopa de Lituania | FK Žalgiris           | Lituania | 2017 |
| Copa de Lituania      | FK Žalgiris           | Lituania | 2018 |
| Liga I                | F. C. Farul Constanța | Rumania  | 2023 |